# Rotthalmünster

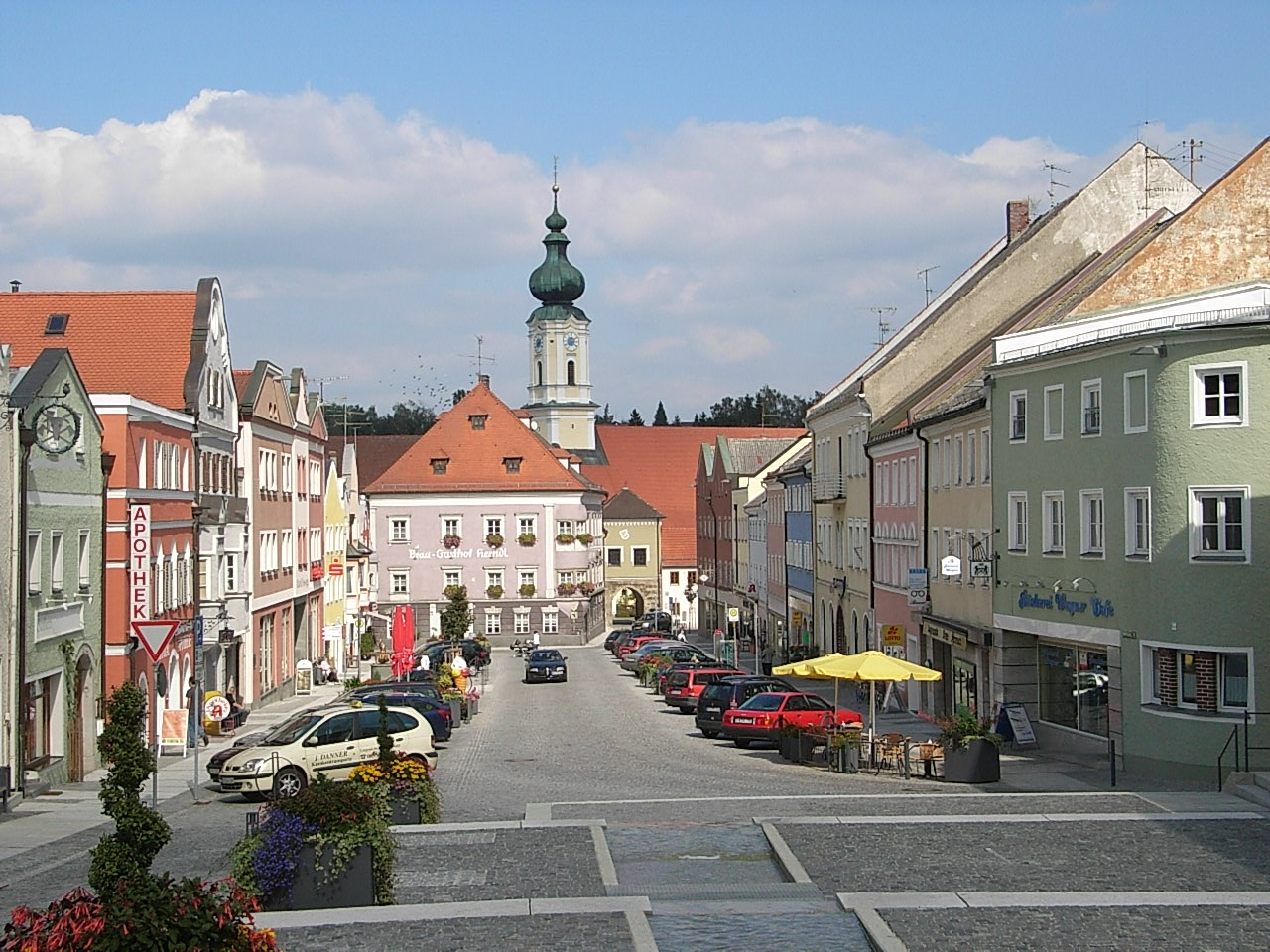
Rotthalmünster

Rotthalmünster este o comună-târg din districtul  Passau, regiunea administrativă Bavaria Inferioară, landul Bavaria, Germania.